# Identificazione con l'aggressore
L'identificazione con l'aggressore è una delle forme d'identificazione concettualizzate dalla psicoanalisi; nello specifico è un meccanismo di difesa introdotto da Sándor Ferenczi e solo successivamente da Anna Freud (1936); esso indica l'assumere il ruolo dell'aggressore e dei suoi attributi funzionali, o l'imitarne la modalità aggressiva e comportamentale e un suo sottotipo particolare è la cosiddetta sindrome di Stoccolma. 
Il meccanismo è già presente e attivo durante l'infanzia: il bambino introietta alcuni dei caratteri dell'oggetto ansiogeno, assimilando così un'esperienza angosciante appena provata per trasformarsi da minacciato in minacciante. La Freud ritiene, inoltre, che tale meccanismo di difesa contribuisca in modo determinante alla formazione del Super-io. L'esperimento del 1963 di Elliot Aronson e Merrill Carlsmith sul giocattolo proibito sembra avallare tale ipotesi e dunque questo tipo di dinamica: ci si attribuisce una mutilazione del proprio desiderio pur di percepirsi autarchici, indipendenti e non sottomessi.